# نادي بشكتاش
نادي بشكتاش للرياضة البدنية (بالتركية: Beşiktaş Jimnastik Kulübü) هو نادٍ رياضي تركي من بشكطاش في إسطنبول، تأسس في 3 مارس من عام 1903 كنادٍ للجمباز  ولكن تم تسجيله رسمياً بعد سبع سنوات من تأسيسه أي في سنة 1910 كأول نادي تركي يتم تدوينه في كرة قدم. يلعب حالياً في الدوري التركي الممتاز، ويخوض مبارياته الرسمية على ملعب فودافون بارك والذي يتسع لجلوس 41,903 متفرج. للنادي نشاطات أخرى بجانب كرة القدم والجمباز وهي كرة السلة، كرة اليد، كرة الطائرة، السباحة، العاب القوى وغيرها من الفروع الرياضية.

## تاريخ القميص والشعار
جاءت فكرة وضع قمصان موحدة لفريق كرة القدم بعد ثلاث أو أربع سنوات من تأسيس النـادي وكانت باللونين الأحمـر والأبيـض، وتم ممارسة مختلف الأنشطة الرياضية للنادي بهذه الألوان لمدة 8 سنوات، ولكن وبما أن النادي يملك في عروقه روح الانتماء لتركيا غير اللون الأحمر إلى الأسود حداداً على فقدان بعض الأراضي التركية والبلقان في عامي 1912 - 1913، فكانت هذه بصمة حقيقية في تاريخ الرياضة التركية ككل ووسام على صدر منقطة بيشكتاش في إسطنبول قبل أن تخلد في أرشيف النـادي فكان موقفأً نبيلاً يبين أن بيشكتاش نادي تركي نابع من أجل تركيا.
كتكريم لهذا النادي العظيــم تم منحه الشرف بأنه النادي الوحيد الذي يمكنه وضع العـلم التركي داخل شعاره، لأنه لطالما كان نبيلاً من أجل وطنه حتى أنه كان يمثل المنتخب التركـي الأول بجميع لاعبيه فنال هذا الشرف الذي لا يملكه أي ناد سواه.
لعل أكثر شيء مؤلم والذي يبين طبع الوفاء للوطن في تاريخ هذا النادي الأسطوري هو وفاة الفريق بأكمله في الحرب العالمية الأولـى، حيث خرجوا باسم الوطن وضحوا بأنفسهم لأجل تركيــا، فتم تغيير اللونين الأصلين الأحمر والأبيض إلى الأبيض والأسود، وفاءً وتخليداً لذكراهم.. لكن سرعان ما عاد الفريق بقوة ووقف على أقدامه من جديد مباشرةً بعد الحرب العالميـة الأولـي وهو ما مثل نقطة تحول كبيرة في تاريخ هذا النادي التركي العريق الذي يمتلك شعبية جارفة في تركيا وأوروبا والعالم.

## ملعب الفريق

### إينونو بشيكتاش
ملعب إينونو بشيكتاش هو ملعب كرة قدم يقع في مدينة إسطنبول التركية. شيّد ملعب من قبل عصمت إينونو الرئيس الثاني لجمهورية تركيا وقد تم افتتاحه رسمياً في 19 مايو 1947، ويتسع هذا الملعب ل أكثر من 41,903 مشجع. في نهاية موسم 2013/2012 تم هدمه بالكامل ليتم تشييد ملعب آخر مكانه، ومن ومن المقر الانتهاء من أعمال البناء في سبتمبر 2014، بتكلفة تقدر حوالي 80 مليون دولار. يستضيف الفريق في هذه الفترة في جميع مبارياته على ملعب رجب طيب أردوغان بإستثناء الديربيات التي تلعب على ملعب أتاتورك الأولمبي.

### فودافون بارك
فودافون بارك هو ملعب كرة قدم متعدد الأغراض يقع في بشكطاش، إسطنبول، تركيا، يتسع لجلوس 41,903 متفرج. تم وضع حجر الأساس للملعب في 2013. بدأ بناؤه في أكتوبر 2013 وافتتح في 10 أبريل 2016.

## مشاركات الفريق الأوروبية
شارك النادي لـ14، مرة في دوري الأبطال الأوروبي وأفضل مشاركة له كانت بالحلول في الدور الربع النهائي موسم 1986-1987.
أما في الدوري الأوروبي فقد شارك 13 مرة فيه وكانت أفضل مشاركة له هي الخروج من الدور الثالث مرتين في موسم 1996-1997 وموسم 2003-2004.

## بطولات النادي
- دوري السوبر التركي (16 مرة) : 1957، 1958، 1960، 1966، 1967، 1982، 1986، 1990، 1991، 1992، 1995، 2003، 2009، 2016، 2017. 2021.
- كأس تركيا (11 مرة) : 1975، 1989، 1990، 1994، 1998، 2006، 2007، 2009، 2011، 2021، 2024.
- كأس السوبر التركي (10 مرات) :1967، 1974، 1986، 1989، 1992، 1994، 1998، 2006، 2021، 2024.

## أرقام فريدة
- أول نادي كرة قدم تأسس في تركيا.
- ثاني من فاز بلقب الدوري بعد نادي فنربخشة التركي.

## وصلات خارجية
- الموقع الرسمي (باللغة التركية والإنجليزية)
- صفحة النادي في موقع كورة
- موقع أنصار بيشكتاش
- موقع أنصار بيشكتاش